# Euhalidaya chosica
Euhalidaya chosica är en tvåvingeart som först beskrevs av Townsend 1915.  Euhalidaya chosica ingår i släktet Euhalidaya och familjen parasitflugor.
Artens utbredningsområde är Peru. Inga underarter finns listade i Catalogue of Life.